# Glamorgan
Pour les articles homonymes, voir Glamorgan (homonymie) et Glamorgan (race bovine).
Le comté de Glamorgan (en gallois Morgannwg) est issu du royaume puis comté du même nom au sud du pays de Galles, divisé lui-même en plusieurs comtés depuis la réforme administrative de 1974, dont la capitale était Cardiff.
Il a donné les nouveaux comtés du Mid Glamorgan, du South Glamorgan et du West Glamorgan.

## Art
Le peintre William Turner réalisa vers 1797, une aquarelle montrant l'intérieur du prieuré d'Ewenny, monastère bénédictin fondé au XIIe siècle. Elle est conservée au Musée national de Cardiff.

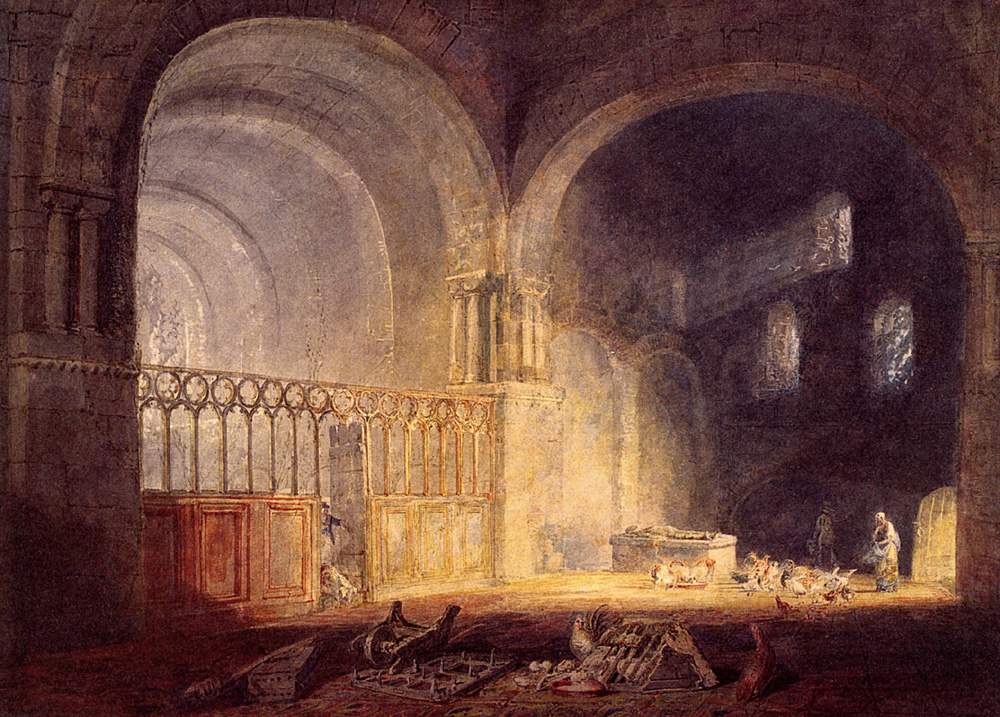
Transept du Prieuré d'Ewenny, Glamorganshire
William Turner, 1797
Musée national de Cardiff

## Personnalités
- Iolo Morganwg, poète, antiquaire, rénovateur du bardisme ; auteur de poèmes présentés d'abord comme authentiques ; auteur d'une série ("3d Series") de Triades qui exposent une doctrine spirituelle ; né en Glamorgan en 1747 et mort en 1826.
- David Carpanini, peintre et graveur, né en Glamorgan en 1946.
- Doug Mountjoy (1942-2021), joueur de snooker britannique.

## Villes
- Penarth